# Lorenzo Aillapán
Lorenzo Aillapán Cayuleo (comunidad de Rukathraru, cerca del lago Budi, región de la Araucanía, 10 de marzo de 1940) es un poeta, actor, productor de cine, antropólogo, profesor de la lengua mapuche y artesano chileno mapuche, conocido también como üñümche u «hombre pájaro». En 2012 fue reconocido como tesoro humano vivo de su país. En octubre de 2022 la Universidad de Magallanes, la Universidad Católica de Temuco le otorgaron el reconocimiento de Maestro de Maestros en Saberes Bioculturales. Ha participado activamente en la fundación y gestión de diferentes organizaciones que trabajan por la representación y defensa de los derechos de las comunidades mapuche que habitan en Chile.

## Biografía
Cursó la educación secundaria en el Liceo B-17 de Nueva Imperial y después estudió periodismo en la Universidad Técnica del Estado durante dos años. Artista versátil, cuenta con estudios de nutrición, conocimientos de instrumentos de música mapuche, plantas medicinales, carpintería y construcción. También es autor del sistema de taquigrafía mapuche wirin. Ha sido invitado a diversas conferencias, talleres y festivales.
Entre 1993 y 1994 fue actor principal y asesor en la película Wichan. El juicio, dirigida por Magaly Meneses, basado en el relato de Pascual Coña, con diálogos en mapudungun; tres años más tarde interpretó a Luancura en el filme de Cristián Sánchez Cautiverio feliz, basado en la obra homónima de Francisco Núñez de Pineda y Bascuñán.
Es considerado uno de los más destacados exponentes de la cultura mapuche en Chile. En el plano internacional es conocido por su original obra poética, que le valió el primer premio de Literatura en Lengua Indígena otorgado por Casa de las Américas de La Habana en 1994. Defensor de los valores culturales y reivindicaciones de los mapuches, ha participado en diferentes foros internacionales; en Suecia, se ha dado a conocer a través del documental radial Fågelmanen, realizado por el periodista Juan Diego Espoeres.  

## Aportes culturales desde la cosmovisión mapuche
Lorenzo Aillapán ha relatado que a la edad de seis años, tuvo un pewma (palabra en mapudungun para describir sueños o visiones premonitorias) en el que se le consagró con el espíritu del hombre pájaro mapuche. Luego de esto, dedicó largos años a cultivar y desarrollar un género literario original: la interpretación del canto de los pájaros. Según la cosmovisión mapuche, el canto de los pájaros es parte de un proceso de comunicación establecido a lo largo del tiempo entre hombre y naturaleza; la interpretación del sonido y silencio del entorno es un acto cotidiano en un continuo proceso de relación integral entre ambas partes. Aillapán ha transformado este principio en una expresión artística, y tanto dentro como fuera de las comunidades mapuche se le ha reconocido con el nombre de üñümche (hombre-pájaro).
En 2001 editó el disco 20 poemas alados junto con la ONG Etnobotánico Omora de Punta Arenas y dos años después publicó el libro 72 pájaros.

## Premios, reconocimientos y distinciones
- Premio Casa de las Américas de Literatura en Lengua Indígena (1994)
- Tesoro humano vivo de Chile (2012)
- Maestro de Maestros en Saberes Bioculturales (2022)

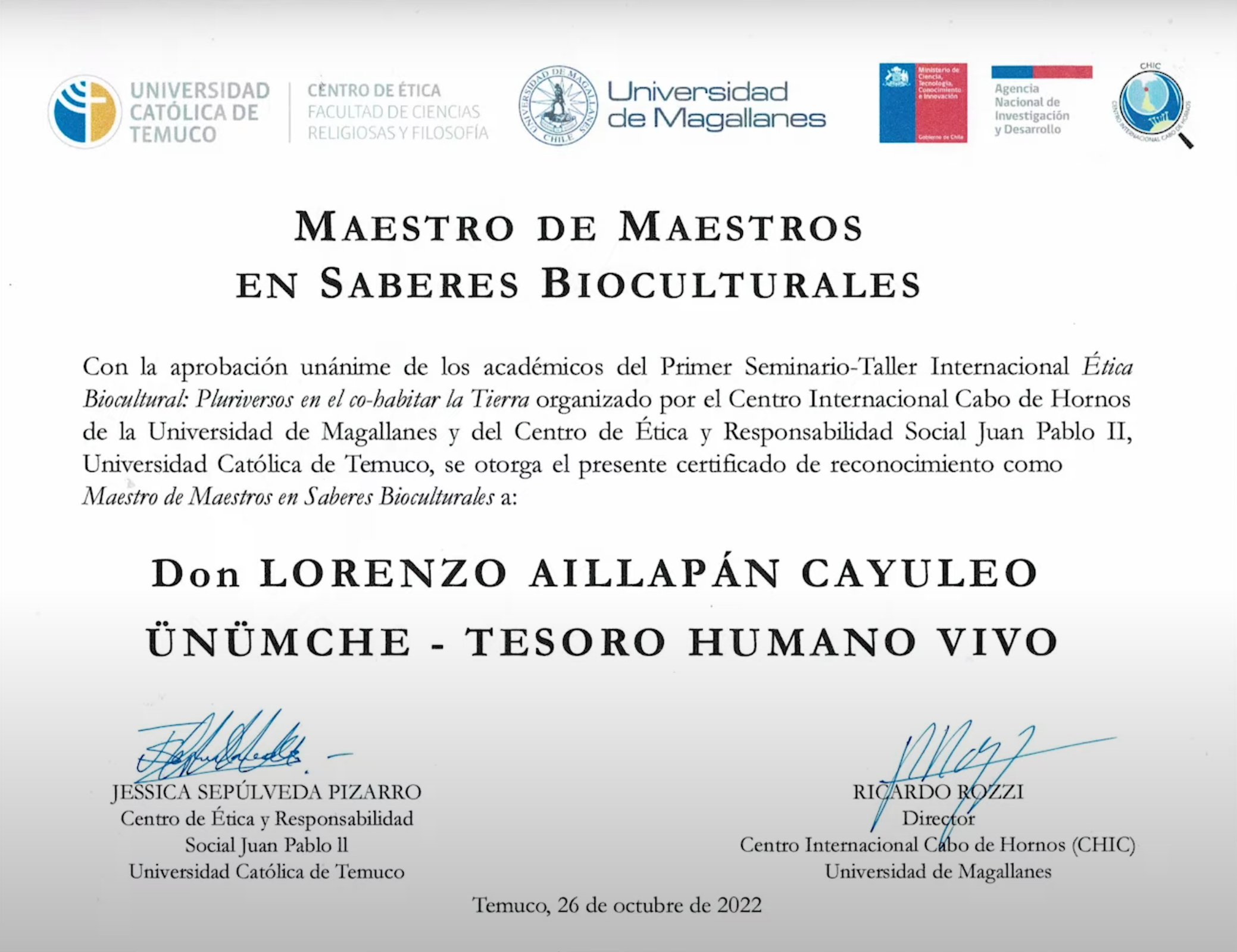
Maestro de Maestros en Saberes Bioculturales

## Libros
- Hombre pájaro, Casa de las Américas, La Habana, 1994, 37 páginas. ISBN 9590400310, ISBN 9789590400315
- Üñümche, Pehuén Editores, Santiago de Chile, 2003, 155 páginas. ISBN 9561603756, ISBN 9789561603752
- Entre peces y mariscos - Challwa engu dollüm, 2015